# Болезнь Гоше
Болезнь Гоше́ — наследственное заболевание типа сфинголипидозов, является самой распространённой из лизосомных болезней накопления. Развивается в результате недостаточности фермента глюкоцереброзидазы, которая приводит к накоплению глюкоцереброзида во многих тканях, включая селезёнку, печень, почки, лёгкие, мозг и костный мозг. Заболевание связано с рецессивной мутацией в гене GBA, расположенном в 1-й хромосоме, и поражает как мужчин, так и женщин. Заболевание названо в честь французского врача Филиппа Гоше, который первым описал его в 1882.

## Типы болезни Гоше
Болезнь Гоше подразделяется на три основных типа.

### Тип I
Болезнь Гоше I (ненейронопатического) типа встречается с частотой 1/50000. Наиболее часто встречается среди ашкеназских евреев. Проявление симптомов начинается в детстве или во взрослом возрасте и включают увеличенную печень и сильно увеличенную селезёнку (что может приводить к её разрыву и дополнительным повреждениям). Возможны слабость костей и выраженные костные заболевания. Изменённые селезёнка и костный мозг вызывают анемию, тромбоцитопению и лейкопению. Хотя мозг при этом типе не повреждается, могут быть нарушения в лёгких и почках. Больные страдают от частых гематом, вызванных тромбоцитопенией, и от постоянной усталости (из-за пониженного числа эритроцитов). Больные могут доживать до взрослого возраста и при умеренной форме симптомы могут отсутствовать.

### Тип II
Тип II представляет собой нейронопатическую инфантильную форму. Средний возраст заболевания 3-5 мес. Неврологические осложнения (тяжелые судорожные приступы, гипертонус, апноэ, выраженная задержка умственного развития) проявляются к 6 мес. Симптомы включают гепатоспленомегалию, широкое прогрессирующее повреждение мозга, нарушенную моторику глаз, спастичность, судороги, ригидность конечностей. Больные дети плохо сосут и глотают; обычно умирают в возрасте от одного до двух лет. Частота встречаемости 1/100000, этнической предрасположенности не имеет.

### Тип III (подострая нейронопатическая (ювенильная) форма)
Тип 3 может начинаться как в детстве, так и у взрослых с частотой встречаемости 1/100000. У большинства характеризуется медленным прогрессированием и умеренностью неврологических симптомов. Первым неврологическим признаком является, как правило, окуломоторная апраксия, расстройство глазодвигательных функций. По мере прогрессирования заболевания присоединяются атаксия, мышечная спастичность и слабоумие. Наряду с гепатоспленомегалией в патологический процесс вовлекаются и другие органы и системы. Спленомегалия безболезненная и обычно выявляется случайно. Больные доживают до подросткового и взрослого возраста.
Одна из главных причин инвалидизации при 1 и 3 типе болезни Гоше — поражение костной ткани. Нарушение нормальных физиологических процессов происходит из-за накопления липидов в остеокластах и замещении инфильтратами клеток Гоше нормальных элементов костного мозга. Несмотря на увеличение печени и её дисфункцию, случаи тяжёлой печёночной недостаточности встречаются редко. Чаще встречается относительная портальная гипертензия как следствие фиброза.

## Диагностика болезни Гоше
Диагностика болезни Гоше включает комплексную оценку клинической картины, лабораторные тесты и другие исследования (например, УЗИ печени и селезёнки).
Для диагностики болезни Гоше применяются следующие лабораторные исследования:

#### Определение активности бета-глюкоцереброзидазы (ферментная диагностика)
При болезни Гоше — снижена.

#### Определение активностихитотриозидазы
При болезни Гоше — повышена.

#### Секвенирование экзонов и приэкзонных участков интронов гена GBA (ДНК-диагностика)
Идентифицировано значительное количество мутаций гена GBA, приводящих к развитию болезни Гоше.

### Диагностика болезни Гоше в России
В России ферментную и генетическую диагностику болезни Гоше выполняют в Лаборатории наследственных болезней обмена веществ МГНЦ РАМН и в Лаборатории молекулярной генетики и медицинской геномики Научного медицинского исследовательского центра здоровья детей минздрава России.

### Дифференциальная диагностика
- с другими лизосомными болезнями накопления: болезнь Ниманна-Пика, болезнь Вольмана, GM1-ганглиозидоз, галатосиалидоз;
- с другими наследственными болезнями обмена: гликогеноз, талассемия, гемофилия, хроническая гранулёматозная болезнь;
- c другими заболеваниями: остеомиелит, костный туберкулёз, вирусный гепатит, онкологические заболевания крови.

## Лечение
Используемые препараты:
- имиглуцераза (с 1995)[2],
- velaglucerase alfa (с 2010)[3],
- taliglucerase alfa (с 2012)[4],
- элиглустат (с 2014)[5],
- miglustat (с 2003 года)[6]